# Asplenium praemorsum
Asplenium praemorsum är en svartbräkenväxtart som beskrevs av Olof Peter Swartz. Asplenium praemorsum ingår i släktet Asplenium och familjen Aspleniaceae. Inga underarter finns listade.

## Bildgalleri

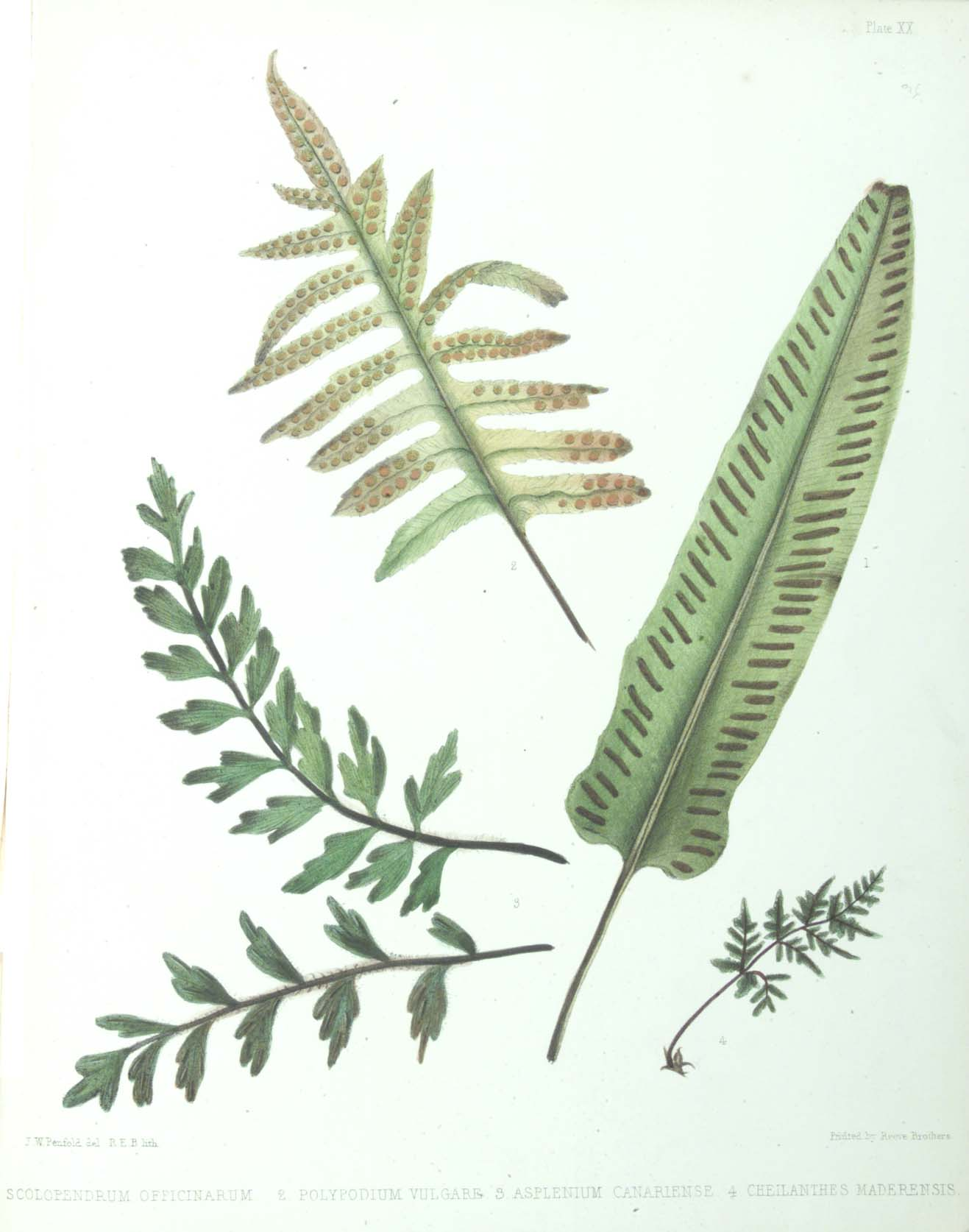
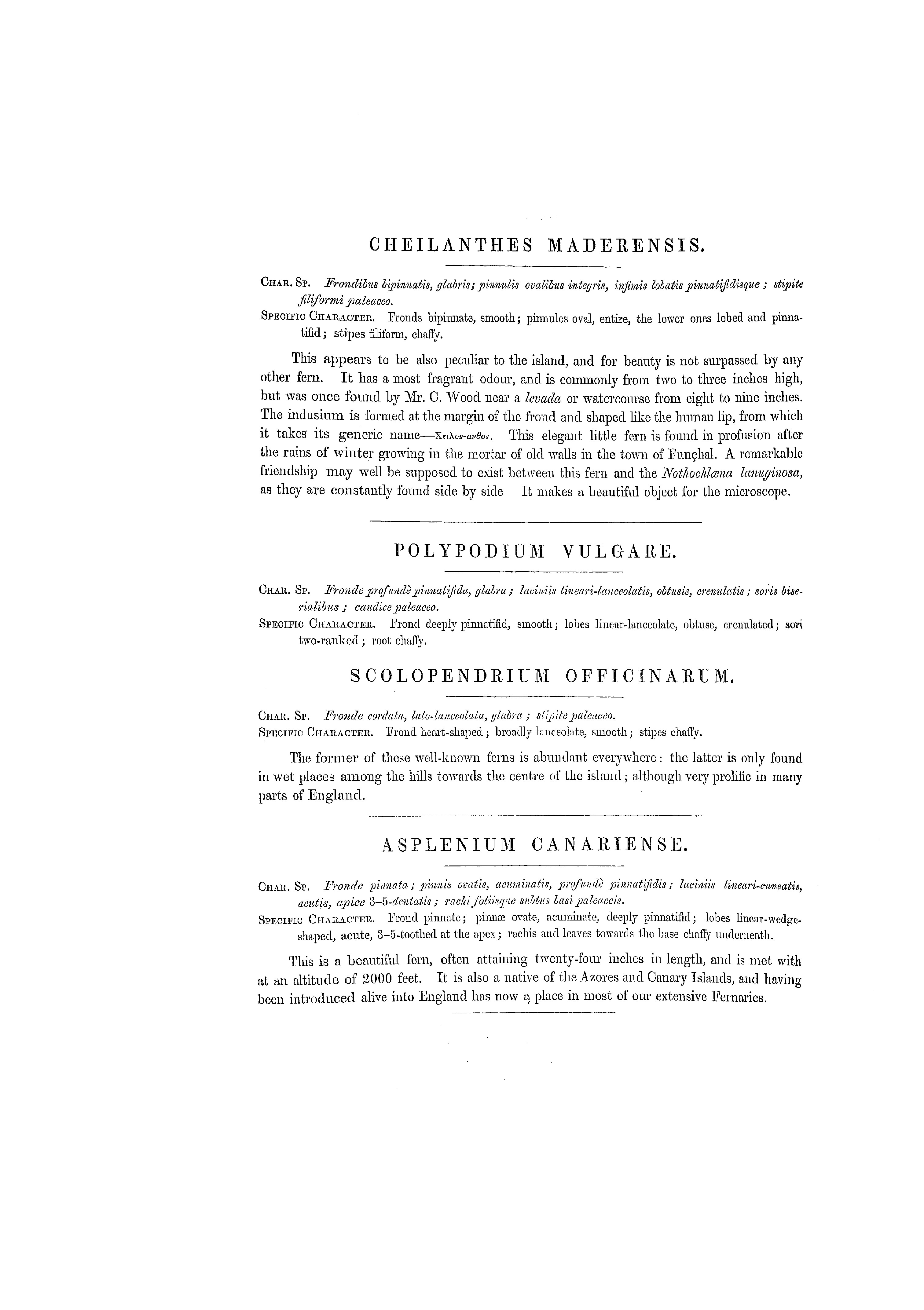
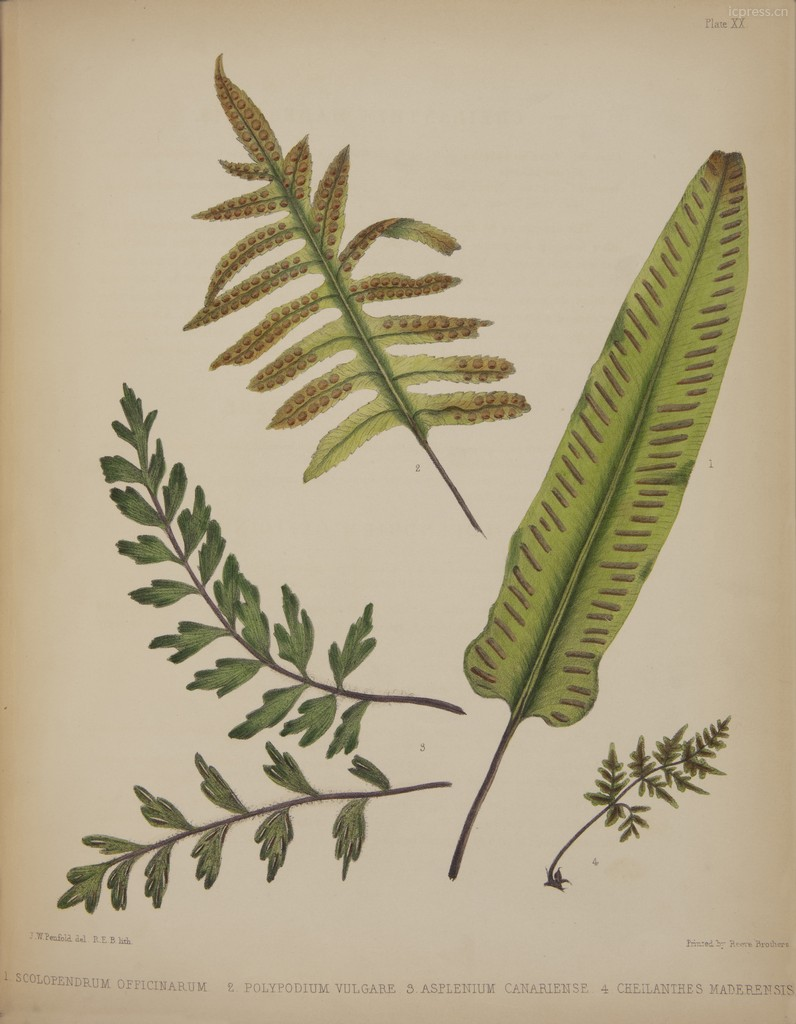